# Parc Pinocchio
Pour les articles homonymes, voir Pinocchio (homonymie).
Le Parc Pinocchio est un parc de loisirs consacré au personnage de fiction Pinocchio et qui se trouve à Collodi, en Italie.
Réalisé sur une période de trente ans, entre 1956 et 1987, il ne s'agit pas d'un parc de divertissement classique, mais plutôt d'un lieu fantastique d’une rare suggestivité, d'un précieux exemple de création collective d'artistes de grande personnalité. La sensation est celle de parcourir une fable vivante, dans une ambiance  divertissante spontanée et naturelle, et en jouissant de la tranquille beauté de l'art et de la nature.
Le Parc, parmi d’autres activités culturelles importantes, est une des réalisations de la Fondation Nationale « Carlo Collodi », organisme à but non lucratif et institution culturelle.

## Emplacement et thème
Le parc Pinocchio ne pouvait naître qu’à Collodi. En effet, c'est le village où Carlo Lorenzini, l'auteur des Avventure di Pinocchio, a passé son enfance et d'où il a tiré son nom de plume Carlo Collodi.
L'ancien village est resté celui d'il y a un siècle, caractéristique avec sa cascade, des maisons qui d'en haut de la colline descend jusqu’à la Villa Garzoni et son Jardin scénographique du XVIIIe siècle. Ici naquit la mère de Carlo Lorenzini. L'écrivain y passa son enfance près de ses grands-parents Orzali. On comprend les raisons qui poussèrent le journaliste et le brillant écrivain à adopter le pseudonyme de Collodi. L'imaginaire des Aventures de Pinocchio y trouve ses origines et y acquiert cette force qui en a fait un chef-d’œuvre sans limite, ni d'espace, ni de temps. Collodi conserve en soi le caractère d’un lieu féerique et concret à la fois, dans lequel l'histoire force notre imaginaire.
Les œuvres qui composent le Parc de Pinocchio sont de haut niveau artistique et d’un langage accessible à tous. Le livre de Pinocchio a en effet la même valeur métaphorique et magique qu’une fable  même s’il a toujours un contenu didactique et symbolique. En conséquence il possède la qualité de tout chef-d’œuvre qui est celle d'être lisible à n’importe quelle époque. Aujourd'hui, la signification et la symbolique du livre ne peuvent pas être séparées du monde contemporain. Hors d’une courte période de temps, une réalisation académique facile ou une reproduction picturale des personnages n'auraient offert ni simplicité de lecture ni impact sur le public. Cette solution de facilité pour traduire de façon critique et figurative le caractère de grande œuvre du livre n’a donc pas été celle retenue.

## Fondation
L'idée de célébrer à Collodi le fameux pantin avec un complexe monumental a été, en 1951, celle du maire de Pescia de l’époque, le professeur Rolando Anzilotti qui constitua le Comité pour le monument à Pinocchio et voulut faire appel aux artistes les plus célèbres du moment pour évoquer Pinocchio sur sa terre d'origine.
Quatre-vingt-quatre sculpteurs répondirent en présentant leurs projets au concours national ouvert pour la réalisation du monument.
La victoire alla ex æquo à Emilio Greco pour Pinocchio et la Fée et à Venturino Venturi pour la Placette des mosaïques.
C’est ainsi que, en 1956 fut inauguré le grand et maintenant célèbre groupe de sculptures en bronze.

## Contenu
Les sculptures en bronze, hautes de cinq mètres, qui représentent symboliquement le passage de Pinocchio du pantin  au petit garçon et symbolise le parcours humain de la marionnette, alors que les mosaïques de la Placette narrent avec originalité les principaux épisodes des Aventures.
Cette première partie du Parc fut réalisée par les architectes Renato Baldi et Lionello De Luigi. Avec les années le Parc s’est toujours enrichi de nouvelles réalisations. En 1963 fut inaugurée l’Auberge de l’écrevisse rouge, avec le restaurant du même nom, œuvre de l'architecte Giovanni Michelucci, dont les travées rouges rappellent les pinces d'une écrevisse.
Au sud du Parc fut élevé en 1972 le Pays de jouets, parcours fantastique au travers de plus d’un hectare de maquis méditerranéen, imaginé par Pietro Porcinai constellées de 21 sculptures en bronze de Pietro Consagra et de constructions de l'architecte Marco Zanuso.
Une petite galerie conduit au Village de Pinocchio, d’où part un  sentier en pierre peuplé des figures du roman : le Carabinier moustachu qui barre la route en forçant les enfants à lui passer entre les jambes, et encore le Grillon parlant, le Grand Théâtre des marionnettes, le Chat et le Renard, le Bois des assassins, la Fée enfant et sa Maisonnette Blanche, avec l'Escargot concierge et la Chambre où Pinocchio reçu la visite des trois docteurs.
Dans le Champ des Miracles voisin brille l'Arbre des sequins d'or. Un peu plus loin voilà le Serpent vert. Et encore les Quatre lapins qui portent un cercueil pour convaincre Pinocchio d’avaler ses médicaments. Puis apparaît la Fée avec les bras grands ouverts. Le Crabe qui vous asperge d'eau. Les Filets et la Poêle du Pêcheur Vert. Et ensuite Pinocchio, transformé en Baudet dans le Pays de jouets, contraint à s'exhiber dans un cirque. Enfin le Grand Requin, dans la bouche duquel on peut entrer pour aller voir Geppetto. Du sommet du grand monstre, sur lequel on peut monter, on voit la Chevrette et le Pantin qui salue.
À ce point le roman est terminé, mais l'itinéraire fantastique continue avec le Labyrinthe, la Grotte des Pirates, le Bateau corsaire, les Roues sonores actionnées par l'eau. Enfin, dernier rendez-vous pour les visiteurs, le Laboratoire des Mots et des images, inventé par Giovanni Michelucci et réalisé en 1986 sur le projet de Carlo Anzilotti : un espace où sont accueillies régulièrement des expositions d'illustrations pour la littérature d'enfance, des œuvres d'artistes du  monde entier, des expositions et laboratoires didactiques dont un est consacré à de magnifiques manèges d'époque, des dessins et réalisations des enfants et des écoles pour l'« Anniversaire de Pinocchio ». Avec des programmes à thème pluriannuels, un Centre d’exposition a auprès du visiteur une action prospective de redécouverte des images et des valeurs artistiques et pédagogiques trop souvent négligées.
La parcours littéraire du Parc est marqué par un mariage original entre art et ambiance végétale. La progression est tortueuse et la végétation touffue fait que chaque étape est surprenante et inattendue. À travers plus d’un hectare les plantes sont les plantes typiques du maquis méditerranéen. Sauf aux endroits où il s’agit d’accompagner les épisodes les plus extraordinaires, dans ce cas la végétation aussi  assume une apparence  plus extravagante et originale.